# North Devon Football League
North Devon Football League là một giải bóng đá Anh thành lập năm 1904. Hạng cao nhất là Premier Division, nằm ở Cấp độ 12 trong Hệ thống các giải bóng đá ở Anh và góp đội cho South West Peninsula League. Nhà tài trợ hiện tại là North Devon Gazette, do đó tên của giải đấu là North Devon Gazette Football League.
Giải đấu bao phủ bán kính 50 dặm từ Barnstaple.

## Các câu lạc bộ mùa giải 2015–16
Premier Division
- Appledore Dự bị
- Barnstaple
- Bideford Dự bị
- Boca Seniors
- Bradworthy
- Braunton
- Fremington
- Ilfracombe Town
- Landkey Town
- North Molton Sports
- Park United
- Shamwickshire Rovers
- Shebbear United
- Torridgeside
- Torrington

Senior Division
- Barnstaple Amateur Athletic
- Braunton Dự bị
- Chittlehampton
- Chivenor
- Combe Martin
- Georgeham & Croyde
- Hartland
- Lynton & Lynmouth
- Merton
- North Molton Sports Dự bị
- Northam Lions
- Pilton Academicals
- Putford
- Shamwickshire Rovers Dự bị
- Torridgeside Dự bị
- Woolacombe & Mortehoe

Intermediate Division One
- Anchor Chiefs
- Appledore 'A'
- Barnstaple Dự bị
- Braunton 'A'
- Clovelly
- Equalizers
- Haxton Rangers
- High Bickington
- Ilfracombe Town Dự bị
- Morwenstow Dự bị
- South Molton
- Sporting Barum
- Torrington Dự bị

Intermediate Division Two
- Appledore Lions
- Bideford 'A'
- Braunton 'B'
- Combe Martin Dự bị
- Fremington Dự bị
- Georgeham & Croyde Dự bị
- Hartland Dự bị
- Ilfracombe Town 'A'
- Merton Dự bị
- Northam Lions Dự bị
- Putford Dự bị
- Woolsery Dự bị

## Hạng đấu cũ
Đây là những hạng đấu cũ đã bị hủy bỏ trước đây:
- Division Two – Hạng đấu dưới Premier Division, vận hành từ năm 1904 đến năm 1958.
- Division Three – Hạng đấu dưới Division Two, vận hành từ năm 1921 đến năm 1951.
- Intermediate Division Three – Hạng đấu dưới Intermediate Division Two, vận hành từ năm 1967 đến năm 1996.
- Intermediate Division Four – Hạng đấu dưới Intermediate Division Three, vận hành từ năm 1971 đến năm 1981.
- Minor Division – Hạng đấu dưới những hạng khác trong giải đấu, vận hành từ năm 1934 đến năm 1983.

## Các đội vô địch từng hạng đấu gần đây
| Mùa giải | Premier Division      | Senior Division                  | Division One          | Division Two                                 |
| -------- | --------------------- | -------------------------------- | --------------------- | -------------------------------------------- |
| 1999-00  | Ilfracombe Town Dự bị | High Bickington                  | Woolsery              | Bideford Youth (West), Red Star Barum (East) |
| 2000–01  | Mùa giải bị hủy bỏ    | Mùa giải bị hủy bỏ               | Mùa giải bị hủy bỏ    | Mùa giải bị hủy bỏ                           |
| 2001–02  | Shamwickshire Rovers  | Barnstaple Amateur Athletic Club | Bideford Youth        | Wrey Arms                                    |
| 2002–03  | Shamwickshire Rovers  | Boca Seniors                     | Seamus O'Donnell's    | Lovacott                                     |
| 2003–04  | Braunton              | Hartland                         | Torrington 'A'        | Woolacombe                                   |
| 2004–05  | Morwenstow            | Shamwickshire Rovers Dự bị       | Woolacombe            | Torridgeside                                 |
| 2005–06  | Boca Seniors          | Woolacombe                       | Northam Lions Dự bị   | Dolton Rangers Dự bị                         |
| 2006–07  | Boca Seniors          | North Molton                     | Bratton Fleming       | Grosvenor                                    |
| 2007–08  | Boca Seniors          | Ilfracombe Town Dự bị            | Combe Martin Dự bị    | Anchor                                       |
| 2008–09  | Boca Seniors          | Torrington                       | Landkey Town          | Buckland Brewer                              |
| 2009–10  | Shamwickshire Rovers  | Braunton Dự bị                   | Woolsery              | Wrey Arms                                    |
| 2010–11  | Boca Seniors          | Pilton Academicals               | Wrey Arms             | Northside Atlantic                           |
| 2011–12  | Boca Seniors          | Bideford Dự bị                   | Fremington            | Barnstaple                                   |
| 2012–13  | Torridgeside          | Fremington                       | Barnstaple            | Braunton 'B'                                 |
| 2013–14  | Boca Seniors          | Park United                      | Woolacombe & Mortehoe | Chivenor                                     |
| 2014–15  | Braunton              | Landkey Town                     | Chivenor              | Appledore Academy                            |

Mùa giải 2000–01 bị hủy bỏ bởi sự bùng phát của dịch Chân Miệng trong vùng.

## Đội vô địch giải đấu từ năm 1904
| Đội bóng                   | Vô địch |
| -------------------------- | ------- |
| Appledore                  | 10      |
| Boca Seniors               | 7       |
| South Molton               | 7       |
| Barnstaple Town            | 6       |
| Fremington                 | 6       |
| Bradworthy United          | 5       |
| Ilfracombe Town            | 5       |
| Shamwickshire Rovers       | 5       |
| Braunton                   | 4       |
| Torrington                 | 4       |
| Lynton                     | 3       |
| RAF Chivenor               | 3       |
| Bideford AAC               | 2       |
| Combe Martin               | 2       |
| Holsworthy                 | 2       |
| Pilton Centre              | 2       |
| Taw Ship Yard (Barnstaple) | 2       |
| Abbey Centre               | 1       |
| Barnstaple F.C.            | 1       |
| Barnstaple Amateurs        | 1       |
| Bideford Dự bị             | 1       |
| Bude Town                  | 1       |
| Holy Trinity (Barnstaple)  | 1       |
| Minehead                   | 1       |
| Morwenstow                 | 1       |
| Pilton, Yeo Vale           | 1       |
| Tiverton                   | 1       |